# Sex, Gras & Zombies!
Sex, Gras & Zombies! (Originaltitel The Coed and the Zombie Stoner) ist eine US-amerikanische Horrorkomödie aus dem Jahr 2014 von Glenn R. Miller nach einem Drehbuch von Scotty Mullen.

## Handlung
Chrissy ist eine begabte Chemie-Studentin. Allerdings hadert ihre Studentenverbindung in Person von Bambi mit ihrem Liebesleben und verlangt von ihr, dass sie sich einen Freund sucht. Andernfalls wird sie aus der Studentenverbindung geworfen. Gedankenverloren aufgrund dieser Forderung entwickelt sie eher zufällig ein Mittel aus Cannabis, mit dem man Zombies ruhig halten und dadurch kommunizieren kann. Sie findet heraus, dass ihr Professor einen Zombie namens Rigo in seinem Labor versteckt hält. Durch das Einflößen des Drinks verliebt sich Rigo schon bald in Chrissi und auch sie erwidert die Liebe. Sie stellt ihm Bambi, Bunny und Bibi als ihren Freund vor und darf daher in der Studentenverbindung bleiben.
Durch den Drink kann sich Rigo nun ohne Probleme im Campus fortbewegen, ohne Panik oder Aufmerksamkeit auszulösen. Leider handelt es sich bei dem Drink nicht um ein Heilmittel und daher breitet sich das Virus, das Befallene in Zombies verwandelt, im Campus aus und infiziert einen Studenten nach dem anderen. Nun ist es an Chrissy, die ein Heilmittel entwickeln muss, um die durch sie mitverursachte Katastrophe doch noch abzuwenden.

## Hintergrund
Der Film wurde in Kalifornien gedreht. In den USA erschien der Film am 18. April 2014. In Deutschland startete er am 4. November 2014 in den Videoverleih.

## Rezeption
„Launig-‚trashige‘ Zombie-Komödie aus der Produktionsschmiede Asylum, die mit vergleichsweise wenig Gore, dafür aber mit umso mehr Klamauk aufwartet.“

Wordsofwistim kritisiert die Handlungslogik und schreibt, dass dieser Film „so dumm sei, dass man am liebsten selbst Schluss machen würde“. Über die schauspielerischen Leistungen wird geschrieben, dass es „die Schlimmsten von allen“ sein und beim Gucken des Films „einen Zorn“ im Zuschauer wecke. Die Dialoge werden als „unaufhörliche Fluchtirade“ bezeichnet und mit einem wütenden Teenagers verglichen, der auf einer Xbox spielt.
Matt Hudson bezeichnet den Film als „ermüdend“. Über die Schauspieler schreibt er, dass diese „ihr Bestes“ geben „und jeder von ihnen scheint bereit zu sein, das Geschehen voranzutreiben“. In seinen Augen versagt das Drehbuch und die Regie.
Im Audience Score, der Zuschauerwertung auf Rotten Tomatoes, hat der Film bei mehr als 50 Bewertungen eine Wertung von 22 %. In der Internet Movie Database hat der Film bei über 1.500 Stimmabgaben eine Wertung von 3,6 von 10,0 möglichen Sternen (Stand: Juni 2024).